# جون كوكر
جون كوكر (بالإنجليزية: John Coker)‏ (مواليد 13 فبراير 1940) هو ملاكم سيراليوني، مثّل بلاده في الألعاب الأولمبية الصيفية 1968.

## روابط خارجية
جون كوكر على موقع أوليمبيديا (الإنجليزية)